# Hofesh Shechter

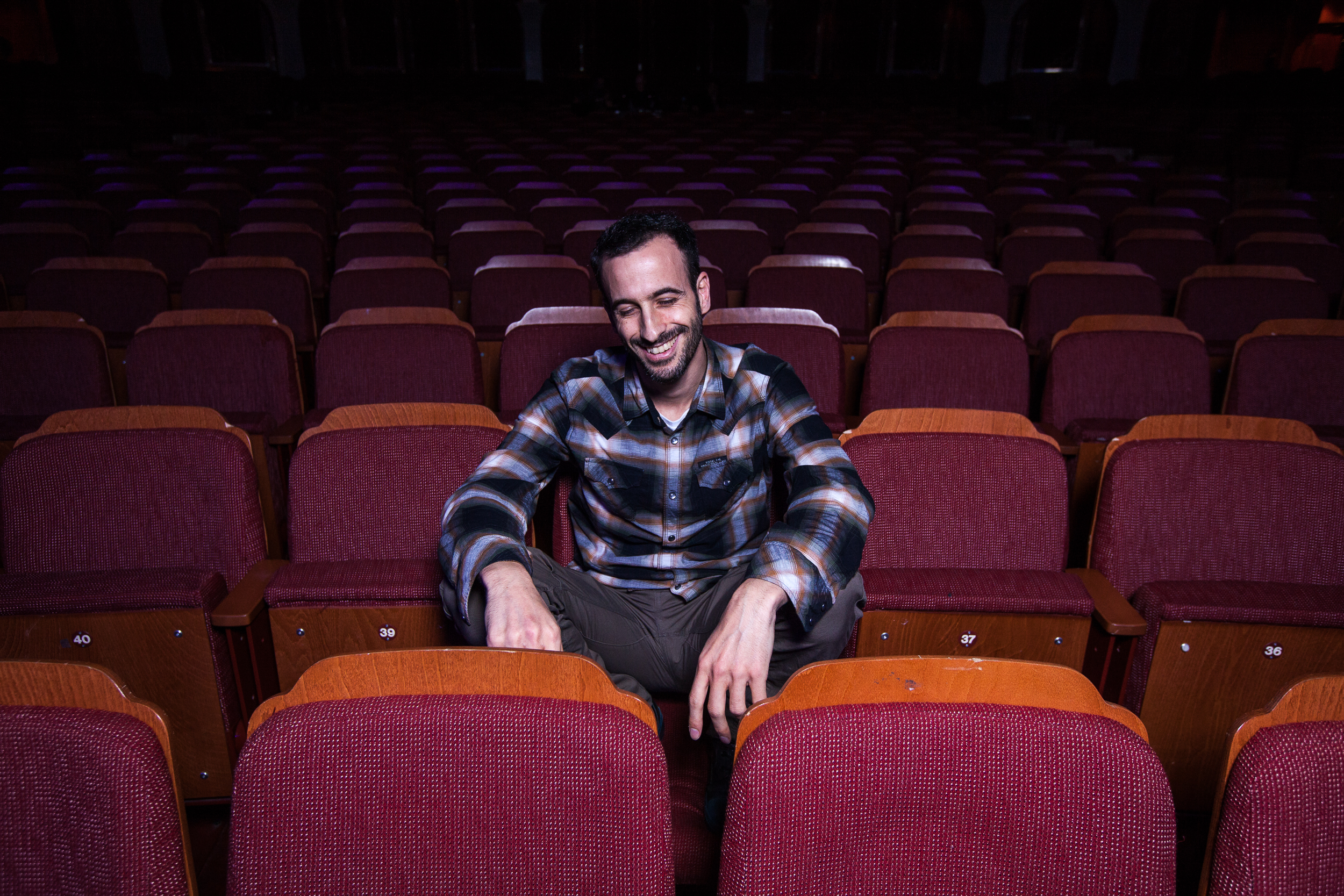
Hofesh Shechter (2014)

Hofesh Shechter (hebräisch חופש שכטר; * 1975 in Jerusalem) ist ein israelischer Tänzer und Choreograf.

## Leben
Shechter studierte an der Jerusalem Academy of Music and Dance und begann seine Laufbahn an der Batsheva Dance Company. In Tel Aviv und in Paris studierte er Schlagzeug und zog 2002 nach Großbritannien. Ein Jahr später war »Fragments« sein choreografisches Debüt. 2008 gründete der Choreograf seine heute international renommierte Hofesh Shechter Company, die im Brighton Dome sitzt.
Für seine Arbeit an Bartlett Shers Wiederaufnahme von Fiddler on the Roof wurde Shechter 2016 für den Tony Award für die beste Choreografie nominiert. Die Produktion Grand Finale erhielt 2017 eine Nominierung für einen Olivier Award für die beste neue Tanzproduktion. 2018 wurde Hofesh Shechter vom britischen Königshaus mit einem OBE („Order of the British Empire“) für seine Verdienste um den Tanz ausgezeichnet.
Im französischen Film Das Leben ein Tanz (2022) spielte Shechter sich selbst.

## Choreografische Werke
- 2003: Fragments
- 2004: Cult[5]
- 2006: Uprising[6]
- 2007: In your rooms[7]
- 2009: The Art of Not Looking Back[8]
- 2010: Political Mother[9]
- 2011: Violet Kid, für Cedar Lake Contemporary Ballet[10]
- 2011: Political Mother: The Choreographer's Cut
- 2013: Sun[11]
- 2015: barbarians[12]
- 2015: Untouchable, für das Royal Ballet[13]
- 2016: Clowns, für Nederlands Dans Theater[14]
- 2016: Fiddler on the Roof, Broadway Revival[15]
- 2017: Grand Finale[16]
- 2018: SHOW (bestehend aus The Entrance, Clowns, und Exit), für Shechter II[17]
- 2019: Contemporary Dance, für GöteborgsOperans Danskompani
- 2020: POLITICAL MOTHER UNPLUGGED, für Shechter II[18]
- 2021: From England with Love, für Nederlands Dans Theater[19]
- 2021: Double Murder (bestehend aus Clowns und The Fix)[20]
- 2022: Contemporary Dance.2.0, für Shechter II[21]
- 2023: Wild Poetry, für GöteborgsOperans Danskompani[22]
- 2024: Theatre of Dreams[23]

## Auszeichnungen
- Critics’ Circle Theatre Award für »In your rooms« (2007)
- Order of the British Empire für den BBC-Film »Hofesh Shechter’s Clowns« (2018)